# NGC 7724
NGC 7724 is een spiraalvormig sterrenstelsel in het sterrenbeeld Waterman. Het hemelobject werd op 23 september 1873 ontdekt door de Franse astronoom Édouard Jean-Marie Stephan.

## Synoniemen
- MCG -2-60-6
- PGC 72015